# Пойма реки Малый Утлюк
Пойма реки Малый Утлюк — ландшафтный заказник местного значения на территории Акимовского района (Запорожская область, Украина).

## История
Заказник был создан Решением Запорожского областного совета от 25.12.2001 года №5.

## Описание
Заказник создан с целью охраны, сохранения, возобновления и рационального использования ценных природных комплексов.
Занимает приустьевую часть поймы Малый Утлюк — на территории Давидовского сельсовета за границами населённых пунктов, что восточнее села Давыдовка.